# 23rd Street Lullaby
23rd Street Lullaby är Patti Scialfas andra album, utgivet 2004. Det kom elva år efter debuten Rumble Doll (1993).

## Låtlista
Alla låtar är skrivna och komponerade av Patti Scialfa. 
| Nr  | Titel                  | Längd |
| --- | ---------------------- | ----- |
| 1.  | 23rd Street Lullaby    | 4:21  |
| 2.  | You Can't Go Back      | 4:43  |
| 3.  | Rose                   | 5:11  |
| 4.  | City Boys              | 2:43  |
| 5.  | Love (Stand Up)        | 5:25  |
| 6.  | Yesterday's Child      | 4:27  |
| 7.  | Stumbling to Bethlehem | 4:08  |
| 8.  | Each Other's Medicine  | 2:58  |
| 9.  | Romeo                  | 5:11  |
| 10. | State of Grace         | 4:21  |
| 11. | Chelsea Avenue         | 4:55  |
| 12. | Young in the City      | 4:29  |

Låten Rose är baserad på verkligheten. Rose var en som Patti jobbade med när hon var servitris. Låten Romeo var med i filmen No Looking Back 1998.